# Гран-при Родоса
Гран-при Родоса (англ. Rhodes Grand Prix) — шоссейная однодневная  велогонка, проходящая по территории Греции на острове Родос с 2017 года.

## История
Гонка была создана в 2017 году при очередном возрождении многодневки Тур Родоса и сразу вошла в календарь Европейского тура UCI с категорией 1.2.
Маршрут гонки проходит по периметру острова по часовой или против часовой стрелки. Старт и финиш располагаются в городе Родос. Профиль преимущественно равнинный, но включает два подъёма с градиентами до 5%. Протяжённость дистанции составляет в районе 190 км.
Проводится за несколько дней до Тура Родоса.

## Призёры
| Год  | Победитель        | Второй                | Третий             |
| ---- | ----------------- | --------------------- | ------------------ |
| 2017 | Алан Банашек      | Ахмет Эркен           | Йошуа Хуперц       |
| 2018 | Маттео Москетти   | Марко Маронезе        | Йошуа Хуперц       |
| 2019 | Душан Райович     | Харалампос Кастрантас | Люк Бюгтер         |
| 2020 | Эрленд Бликра     | Херман Даль           | Йошуа Хуперц       |
| 2021 | Торд Гудместад    | Филиппо Фиорелли      | Стэн Ван Трихт     |
| 2022 | Андре Дрег        | Андреас Стокбро       | Кристиан Кох       |
| 2023 | Эрик Лундер       | Расмус Валлин         | Даниэль Федерспиль |
| 2024 | Тайлер Ститес     | Андре Дрег            | Густав Ван         |
| 2025 | Марцин Будзинский | Pierre-Henry Basset   | Ben Felix Jochum   |